# Аберу Кебеде
Аберу Кебеде Шевайе (род. 12 сентября 1989 года) — эфиопская бегунья на длинные дистанции, которая специализируется в марафоне. Профессиональную карьеру начала в 2007 году. Её первыми международными соревнованиями, было участие в чемпионате мира по кроссу 2007 года, где она заняла 16-е место в забеге среди юниорок.
Одна из трёх женщин в истории, трижды побеждавших на Берлинском марафоне (2010, 2012 и 2016). В 2010 году заняла 2-е место на дебютном для себя Дубайском марафоне и выиграла Роттердамский марафон. Победительница Лиссабонского полумарафона 2011 года с рекордом трассы — 1:08.28. На чемпионате мира 2011 года заняла 12-е место.
Сезон 2013 года начала с победы на Токийском марафоне — 2:25.34.